# Перес, Мигель (футболист, 2005)
Мигель Перес (англ. Miguel Perez; родился 28 апреля 2005, Сент-Луис, Миссури) — американский футболист, полузащитник клуба «Сент-Луис Сити», выступающий на правах аренды за клуб «Бирмингем Легион».

## Клубная карьера
Присоединился к академии клуба «Сент-Луис Сити» в 2021 году. С 2022 года выступал за «Сент-Луис Сити 2», команду резервистов в MLS Next Pro. 21 февраля 2023 года, перед началом первого сезона «Сент-Луис Сити» в MLS, подписал с клубом трёхлетний контракт по правилу доморощенного игрока. 25 февраля 2023 года в матче стартового тура сезона против «Остина», ставшем для «Сент-Луис Сити» дебютом в MLS, вышел на замену во втором тайме вместо Томаша Острака. 9 мая 2023 года в матче Открытого кубка США против «Чикаго Файр» забил свой первый гол в профессиональной карьере. 28 мая 2023 года в матче против «Ванкувер Уайткэпс» забил свой первый гол в MLS.
22 января 2024 года был отдан в аренду клубу Чемпионшипа ЮСЛ «Бирмингем Легион» с опцией отзыва в течение сезона. За «Легион» дебютировал 9 марта 2024 года в матче стартового тура сезона против «Финикс Райзинг», выйдя на замену в конце второго тайма вместо Проспера Касима.

## Карьера в сборной
Выступал за сборную США до 19 лет.